# Општина Златна (Алба)
Златна (рум. Zlatna) општина је у Румунији у округу Алба.
Општина се налази на надморској висини од 731 m.

## Историја
Место носи српско име, јер су се ту масовно доселили избегли Срби из Баната, након пропасти српског устанка против Турака 1594. године.
Према државном шематизму православног клира Угарске 1846. године је у месту "Залатна кум Вултури" живело 151 православна породица. Парох је био поп Јован Поповић, а капелан Георгије Паул.

## Становништво

### Попис2002.
| Расподела становништва по националности 2002.‍ | Расподела становништва по националности 2002.‍ | Расподела становништва по националности 2002.‍ | Расподела становништва по националности 2002.‍ | Расподела становништва по националности 2002.‍ |
| --------------------------------------------- | --------------------------------------------- | --------------------------------------------- | --------------------------------------------- | --------------------------------------------- |
|                                               |                                               |                                               |                                               |                                               |
| Румуни                                        | Румуни                                        |                                               | 8.367                                         | 97,2%                                         |
| Мађари                                        | Мађари                                        |                                               | 57                                            | 0,7%                                          |
| Роми                                          | Роми                                          |                                               | 179                                           | 2,1%                                          |
| Немци                                         | Немци                                         |                                               | 4                                             | 0,0%                                          |
| други                                         | други                                         |                                               | 4                                             | 0,0%                                          |